# Gabrijel Tarde
Gabriel Tarde (Sarlat, 1843. – Pariz, 1904.), francuski sociolog

## Zakon imitacije
Kao dugogodišnji sudac primijetio je da određena kaznena djela postaju brojnija u vremenskim ciklusima, te je zaključio da je odgoj ponajprije imitacija a da se imitacija proteže na sve sfere života društva. Zakon imitacije je glavni mehanizam, opće načelo koje vrijedi za cjelokupno ljudsko ponašanje. 
Ponašanje je ponavljanje a bit svakog ponavljanja koje ima društveni karakter je imitacija. U društvenim odnosima pojedinac pažnju usmjerava na ponašanje drugih, preuzima tuđe zamisli, vrijednosti, poglede na svijet, stavove i stil života. Imitacija, potaknuta od manjine, širi se društvom, od uzora prema puku -  kao koncentrični krugovi na vodi.
Ovakav prikaz širenja imitacije je točan ali i statičan. Imitacija je ponavljanje kojem uvijek slijedi (i uvijek barem latentno postoji) opozicija. Imitacija je dakle samo stupanj općeg ponašanja. U društvu uvijek postoje razni modeli ponašanja, kao što se na vodi može javiti veći broj koncentričnih valova. Modeli opozicije se sučeljavaju, «jači potiskuju slabije», svaka imitacija interferira s otporom (opozicijom) pojedinaca slobodnog duha koji odbijaju tuđe i nastoje nametnuti vlastite obrasce ponašanja. Adaptacija je rezultat takve interferencije imitacije i opozicije. Adaptacija u sebi sadrži sintezu ranijih ponašanja, a sama nije ništa drugo no početak jedne nove imitacije koja će ponovo naići na opoziciju – i krug je ponovo zatvoren, ovaj put na višem nivou. 
Adaptacija je invencija, sretna interferencija dviju imitacija koja se javlja u jednom umu. Dalje se invencija širi stalnom imitacijom, i postaje sve složenija. Za invenciju su potrebne dvije pretpostavke: nadarenost (određena biološki) i društveni uvjeti koji ohrabruju inventivnost a ustvari izražavaju poželjnost samostalnog i originalnog razmišljanja (opoziciju).
Tarde ralikuje tri tipa imitacije:
1. imitacija kao običaj ili moda – kod običaja naglasak je na dugotrajnom ponavljanju ponašanja a kod mode naglasak je na novom i egzotičnom. U političkom smislu običaj predstavlja konzervatizam a moda liberalizam. Moda kao oblik imitacije prividno izjednačava niže i više klase u društvu, stvarajući nezadovoljstvo koje je rezultat umjetno povišene razine aspiracija nižih klasa.
2. imitacija kao simpatija ili poslušnost – Tarde priznaje postojanje vanjskih društvenih faktora koji utječu na proces imitacije. Razlika između tih dviju vrsta imitacija je notorna: imitiranje oblačenja i stila filmskih zvijezda bila bi simpatija, a oblačenje na jedan poseban način može biti i odraz skupe cijene robe što bi bila poslušnost.
3. imitacija kao slobodna i kao naivna – slobodna imitacija rezultat je promišljenog odnosa prema društvenoj okolini, ona je rezultat logike situacije a naivna je pak slijepo ponašanje uzora u sredini u kojoj je takvo ponašanje nelogično - ako osoba bude punker u Londonu onda je to reakcija na društvene okolnosti i predstavlja promišljenu logiku situacije, ali ako je osoba punker u Africi onda je to nepromišljena slijepa odnosno naivna imitacija.

Slijed imitacija, opozicija i adaptacija podsjeća na Hegelovu trijadu teza, antiteza, sinteza. Tarde je bio veliki pobornik Hegelove filozofije, a sam je sebe smatrao socijalnim filozofom koji opće zakone razvoja ljudskog društva treba transformirati u znanost o društvu. Najbolji primjer njegova metodološkog stava je spor s Durkheimom o pitanju uzroka kriminaliteta. Durkheim je držao da je zločin produkt društva, i da se radi o neizbježnim odstupanjima od društvenih normi. Za njega je zločinac produkt društva.
Tarde zastupa stajalište da pojedinac kriminalac nije ni izričito plod društva (kao kod Durkheima) niti izričito plod njegove specifične genetske strukture (kao kog Lambrosa) već je istina između – na osnovicu bioloških datosti nadovezuju se društveni utjecaji. Zločinac je pojedinac pod utjecajem društva koje imitira. Društvo se ne može razumjeti drugačije nego analizom osobina pojedinca a društvo nije ništa drugo nego zbir pojedinaca koji djeluju jedan na drugoga.  Njegova teorija pripada onim soc. teorijama koje nazivamo individualno-psihološkim shvaćanjima, teorijama koje primat daju analizi pojedinca a društvo je shvaćeno kao metafizička konstrukcijom koja ne postoji izvan povezanosti pojedinih njezinih elemenata.